# Дзідзінашвілі Давід Георгійович
Даві́д Гео́ргійович Дзідзінашві́лі (1983—2014) — старшина, Державна прикордонна служба України, учасник російсько-української війни.

## З життєпису
Народився 1983 року в селі Лісна Поляна (Марківський район, Луганська область). Інспектор прикордонної служби, дозиметрист Луганського прикордонного загону.
Загинув 10 серпня 2014-го під час обстрілу ТУ «Північ» «Градами» біля Юганівки. Тоді ж полягли прапорщик В. Шило, старший сержант С. Андрієнко та молодший сержант В. Акутін — прикривши відхід основної групи.
Похований в Марківці 14 серпня 2014 року.

## Нагороди та вшанування
- орден «За мужність» III ступеня (21.08.2014, посмертно)
- його портрет розміщений на меморіалі «Стіна пам'яті полеглих за Україну» у Києві: секція 2, ряд 1, місце 37.